# 봉사조선창화시권
봉사조선창화시권(奉使朝鮮倡和詩卷)은 서울특별시 용산구 국립중앙박물관에 있는 조선시대의 기록유산이다. 2004년 5월 7일 대한민국의 보물 제1404호로 지정되었다.

## 개요
봉사조선창화시권은 왕숙안(王叔安)이 전서(篆書)로 「봉사조선창화시책(奉使朝鮮倡和詩冊)」이라 쓴 제전(題篆)과 창화시(唱和詩) 본체 및 청(淸)나라 당한제(唐翰題)와 나진옥(羅振玉)이 쓴 발문(跋文)의 세 부분으로 구성되어 있다.
명(明)나라 봉사(奉使) 예겸(倪謙)과 집현전 학사(集賢殿 學士)인 성삼문(成三問), 신숙주(申叔舟), 정인지(鄭麟趾) 사이에 서로 나눈 창화시(唱和詩)를 모아 권축으로 만든 것을 광서(光緖) 을사년(乙巳年)에 개장한 것이다.
이 시권은 명(明)나라 한림원시강(翰林院侍講) 예겸이 경제(景帝, 1450∼1457 재위)의 등극을 알리는 조서(詔書)를 가지고 조선에 온 세종 32년(1450) 윤정월 1일에서 2월 3일 다시 압록강에 이르는 1개월간에 원접사인 정인지(鄭麟趾)와 신숙주(申叔舟)·성삼문(成三問) 간에 창화(唱和)한 시문(詩文) 중 37편을 추려서 엮은 것이다.
이 시권에는 시문의 찬자와 시권의 소장자의 도서(圖書) 수십 과(顆)가 날인되어 있다. 시문 찬자로는 예겸(倪謙)·정존(靜存)·예겸지인(倪謙之印)·한림시강사인(翰林侍講私印)·사원재필(詞垣載筆)·동각사관(東閣史官)·예씨자자손손기영보지(倪氏子子孫孫其永保之) 등 예겸의 도서가 가장 많다. 예겸은 이처럼 다양한 도서를 사용한데 비하여 정인지(鄭麟趾)는 인지(麟趾)·하동정씨(河東鄭氏), 신숙주는 숙주(叔舟)와 범옹(泛翁), 성삼문은 근보(謹甫)를 사용하는 등 1∼2개의 도서를 사용하고 있다. 이 외에 이 책을 감정하고 수장한 사람이 사용한 도서로 진기종(陳驥鍾)의 진기덕소보명적(陳驥德所寶名跡), 당한제(唐翰題)의 당한제심정(唐翰題審正), 나진옥의 송옹감장(松翁鑒藏) 등이 있어서 이 책이 예겸의 자손에게 전해오다가 진기종과 당한제를 거쳐서 다시 나진옥의 당풍루(唐風樓)로 들어갔음을 보여준다. 권말에 추가된 1905년(고종(高宗) 광무(光武) 9)에 쓴 발문에서 나진옥은 이 책이 가흥당씨(嘉興唐氏)에게서 입수한 것이라 한 것으로 보아 당한제의 구장본임을 알 수 있다.
이 시축과 별도로 1958년에 동빈(東濱) 김상기(金庠基)·두계(斗溪) 이병도(李丙燾)·일산(一山) 김두종(金斗鍾)·동주(東州) 이용희(李用熙)·간송(澗松) 전형필(全鎣弼)·동창(東滄) 원충희(元忠喜) 6인이 이 책을 감정(鑑定)하고 그 결과를 한 장의 한지(韓紙)에 한문(漢文)으로 작성한 감정기(鑑定記)가 있어서, 이 책이 늦어도 1958년 이전에 국내로 유입되었음을 알 수 있다. 그 후 최근까지 청명(靑溟) 임창순(任昌淳)의 진장(珍藏)에 속해 있다가 다시 국립중앙박물관으로 이관되었다.
이 자료는 당시의 대명외교(對明外交)의 생생한 기록이라는 점에서 중요한 의미를 갖고 있을 뿐만 아니라 조선 초기 서예사 연구에 매우 귀중한 자료로 평가되고 있다.

## 보물 지정사유
이 시권(詩卷)은 1450년(세종 32)에 명(明)나라 사신으로 조선을 방문한 예겸(倪謙)과 당시 조선을 대표하는 학자들인 정인지·신숙주·성삼문이 서로 주고 받으며 읊은 시문(詩文) 37편을 이어 붙여 만든 것으로 부(賦)가 2편, 시(詩)는 35편인데 모두 지은 사람이 자필로 쓰고 도장(圖書)을 찍었다. 시들은 예겸이 귀국시 가져가 두루마리(卷軸)로 장정(裝幀)하여 자손에게 전해져 오다 1958년 이전 국내로 유입되었음을 권말(卷末) 및 감정 기록에 의해 알 수 있다. 이 자료는 당시의 대명외교(對明外交)의 생생한 기록이라는 점에서 중요한 의미를 갖고 있을 뿐만 아니라 조선 초기 서예사 연구에 매우 귀중한 자료로 평가되고 있다.

## 국보 지정 예고
2018년 8월 23일 문화재청은 문화재보호법 시행령 제11조 제4항의 규정에 따라 국가지정문화재(국보) 지정가치가 있다고 평가되어 다음과 같이 예고하였다.
- 현 지정번호 : 보물 제1404호(2004. 5. 7 지정)
- 소유자(관리자) : 국유(국립중앙박물관)
- 소 재 지 : 서울특별시 용산구 서빙고로 137
- 수 량 : 1축
- 규 격 : 33.2×1,600.0cm
- 재 질 : 지본묵서(紙本墨書)
- 판 종 : 필사본
- 형 식 : 권자장(卷子裝)
- 조성연대 : 1450년(세종 32)
- 사 유

‘봉사조선창화시권’은 총 16m에 이르는 장권(張卷)으로, 세종 32년(1450)에 명나라 경제(景帝, 재위1450∼1457)의 등극 조서(詔書)를 가지고 조선에 사신으로 온 한림원시강(翰林院侍講) 예겸(倪謙,1415∼1479)이 그해 윤 정월부터 2월 3일까지 원접사(遠接使)인 정인지(鄭麟趾), 신숙주(申叔舟), 성삼문(成三問) 등과 서로 주고받은 글 37편이 수록되었다. 가장 앞부분에 중국 시인 왕숙안(王叔安)이「봉사조선창화시책(奉使朝鮮倡和詩冊)」이라고 쓴 전서(篆書)가 있고 뒤이어 창화시(唱和詩)와 청나라 당한제(唐翰題)와 나진옥(羅振玉)이 쓴 발문이 있다.
총 37편의 작품 중 예겸의 「설제등루부(雪霽登樓賦)」와 이에 화답한 신숙주의「화설제등루부(和雪霽登樓賦)」를 제외한 35편은 모두 시문으로, 지은이가 직접 글씨를 쓰고 자신의 인장을 함께 찍었다. 전서ㆍ예서ㆍ해서ㆍ행서ㆍ초서의 다양한 서체를 확인할 수 있고 오늘날 친필이 거의 전하지 않는 정인지ㆍ성삼문ㆍ신숙주의 기준작으로 삼을 수 있다는 점에서 조선 전기 서예사 연구에 매우 귀중한 자료로 평가된다. 아울러 명나라 사신과 조선의 관료가 문학 수준을 겨루며 양국 간의 외교를 수행한 일면을 살필 수 있다는 점에서 한국외교사에 있어 큰 가치를 지닌 작품이다.

## 같이 보기
- 정인지
- 신숙주
- 성삼문

## 참고 자료
- 봉사조선창화시권 - 국가유산청 국가유산포털